# Charles Barrett Lockwood

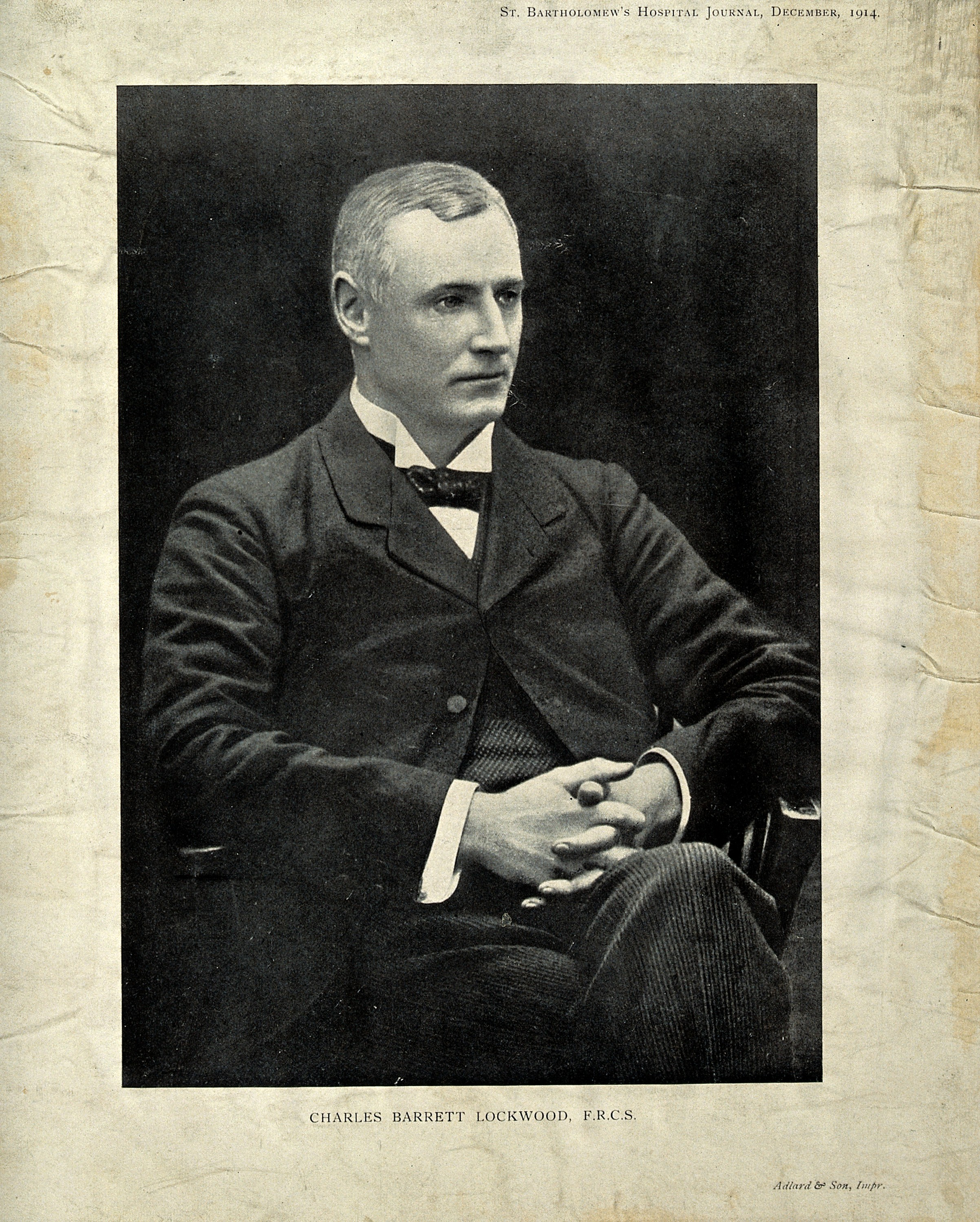
Charles Barrett Lockwood

Charles Barrett Lockwood (23 de septiembre de 1856 – 8 de noviembre de 1914) fue un cirujano y anatomista británico quién practicó cirugía en el Hospital de San Bartolomé en Londres. Lockwood fue miembro del Royal College of Surgeons (en español: Colegio Real de Cirujanos).
Lockwood es recordado por su trabajo quirúrgico en hernias femorales e inguinales. Desarrolló un abordaje infra-inguinal para las hernias femorales conocido hoy en día como «operación de Lockwood». En 1893, publicó un importante libro titulado Radical Cure of Femoral and Inguinal Hernia (en español, Cura radical para la Hernia femoral e Inguinal). 
Fue el primero en sugerir la idea para la creación de la Anatomical Society en 1887, actuando como su primer tesorero y luego como su presidente desde 1901 hasta el 1903.
El ligamento suspensorio de Lockwood del ojo fue nombrado así en su honor. Esta estructura es el área engrosada de contacto entre la cápsula de Tenon y las envolturas de los músculos recto inferior y oblicuo inferior. Este ligamento es el responsable de mantener el globo ocular en su posición normal hacia arriba y hacia adelante dentro de la órbita.

## Literatura destacada(en inglés)
- Hunterian Lectures on the Morbid Anatomy, Pathology, and Treatment of Hernia, (1889)
- Radical Cure of Femoral and Inguinal Hernia, (1893)
- Aseptic Surgery, (1896)

### Libros sobre Charles Lockwood
- The life and works of Charles Barrett Lockwood (1856–1914). Por Eric C. O. Jewesbury, M.A., (1934)[2]